# 1863 год в музыке

## События
- Французскому композитору Жюлю Массне присуждается Римская премия (фр. Prix de Rome).
- Будучи студентом Санкт-Петербургской консерватории Пётр Ильич Чайковский оставил службу в департаменте Министерства юстиции Российской империи.

## Произведения
- Гектор Берлиоз — опера «Троянцы» (фр. Les Troyens).
- Жорж Бизе — опера «Искатели жемчуга» (фр. Les pêcheurs de perles).
- Иоганнес Брамс — Вариации на тему Паганини (нем. Variationen über ein Thema von Paganini) для фортепиано соло.
- Семён Степанович Гулак-Артемовский — опера «Запорожец за Дунаем» (укр. Запорожець за Дунаєм).
- Шарль Гуно — опера «Мирей» (фр. Mireille).
- Джованни Пачини — опера «Кармелита» (итал. Carmelita).
- Артур Салливан — комическая опера «Сапфировое колье» (утрачена).
- Камиль Сен-Санс:
  - Фортепианное трио № 2 фа мажор, соч. 18
  - Увертюра "Спартак" ми-бемоль мажор
  - Интродукция и Рондо каприччиозо, соч. 28
- Александр Николаевич Серов — опера «Юдифь».

## Персоналии

### Родились
- 24 января — Фердинанд Хельмесбергер (нем. Ferdinand Hellmesberger), австрийский виолончелист и дирижёр (умер 15 марта 1940).
- 7 февраля — Мечислав Солтыс (пол. Mieczysław Sołtys), польский композитор, дирижёр и музыкальный педагог (умер 11 ноября 1929).
- 10 февраля — Юлиус Айнёдсхофер (нем. Julius Einödshofer), немецкий композитор и дирижёр (умер 13 октября 1930).
- 13 февраля — Хуго Беккер (нем. Julius Einödshofer), немецкий виолончелист, композитор и музыкальный педагог (умер 30 июля 1941).
- 24 февраля — Порфирий Устинович Молчанов, украинский и советский композитор и педагог (умер 13 апреля 1945).
- 3 апреля — Вильгельм Миддельшульте (нем. Wilhelm Middelschulte), немецко-американский композитор и органист (умер 4 мая 1943).
- 19 апреля — Феликс Михайлович Блуменфельд, русский композитор, писанист и педагог (умер 21 января 1931).
- 4 мая — Роберт Тайхмюллер (нем. Robert Teichmüller), немецкий пианист и музыкальный педагог (умер 6 мая 1939).
- 8 июня — Артур Зайдль (нем. Arthur Seidl), немецкий музыковед (умер 11 апреля 1928).
- 16 июня — Поль Антуан Видаль (фр. Paul Antoine Vidal), французский композитор и дирижёр (умер 9 апреля 1931).
- 10 июля — Сергей Львович Толстой, русский композитор и фольклорист, сын Льва Толстого (умер 23 декабря 1947).
- 26 июля — Язепс Витолс (латыш. Jāzeps Vītols), латвийский композитор и музыкальный педагог (умер 24 апреля 1948).
- 11 августа — Арпад Сенди (венг. Szendy Árpád), венгерский пианист, композитор и музыкальный педагог (умер 10 сентября 1922).
- 16 августа — Габриэль Пьерне (фр. Gabriel Pierné), французский органист, композитор и дирижёр (умер 17 июля 1937).
- 22 августа — Александр Иванович Бреви, русский оперный певец, бас и режиссёр.
- 9 октября — Александр Ильич Зилоти, русский пианист и дирижёр (умер 8 декабря 1945).
- 1 ноября:
  - Сергей Павлович Коргуев, российский скрипач и музыкальный педагог (умер 26 ноября 1932).
  - Альфред Райзенауэр (нем. Alfred Reisenauer), немецкий пианист и музыкальный педагог (умер 3 октября 1907).
- 6 ноября — Перли Данн Олдрич (англ. Perley Dunn Aldrich), американский певец и композитор (умер в 1933).
- 16 ноября — Аделаида Юлиановна Больская, русская оперная певица, лирическое сопрано (умерла 29 сентября 1930).
- 21 ноября — Эмиль Ринг (нем. Emil Ring), американский дирижёр и композитор немецкого происхождения (умер 1 февраля 1922).
- 7 декабря — Пьетро Масканьи (итал. Pietro Mascagni), итальянский оперный композитор (умер 2 августа 1945).
- 17 декабря — Йон Виду, композитор, фольклорист, хоровой дирижёр и педагог (умер в 1931).
- 24 декабря — Энрике Фернандес Арбос (исп. Enrique Fernández Arbós), испанский скрипач, дирижёр и композитор (умер 2 июня 1939).
- дата неизвестна:
  - Василий Фёдорович Бреккер, или Вильгельм Фридрих Бреккер (нем. Wilhelm Friedrich Brecker), русский кларнетист и педагог немецкого происхождения (умер в 1926).
  - Екатерина Осиповна Коляновская-Богорио, русская оперная певица, колоратурное сопрано.
  - Карел Ондржичек (чеш. Karel Ondříček), чешский скрипач (умер в 1943).

### Скончались
- 9 апреля — Луи Станислас Ксавьер Верру (фр. Louis Stanislas Xavier Verroust), французский гобоист и композитор (родился 10 мая 1814).
- 5 августа — Адольф Фридрих Хессе (нем. Adolf Friedrich Hesse), немецкий композитор и органист (родился 30 августа 1809).
- 18 сентября — Герман Адольф Волленгаупт (нем. Hermann Adolf Wollenhaupt), американский писанист и композитор немецкого происхождения (родился 17 сентября 1827).
- 21 ноября — Йозеф Майзедер (нем. Josef Mayseder), австрийский скрипач и композитор (родился 26 октября 1789).